# 텅스텐 작전
텅스텐 작전(영어: Operation Tungsten)은 제2차 세계 대전 당시 영국 해군이 공습으로 독일 전함 티르피츠를 공격한 작전이다. 영국은 이 작전으로 노르웨이의 북쪽 코피오르덴에 있는 기지에 주둔하여 수리 중이었던 티르피츠가 다시 정상적으로 가동되기 전에 이를 파손 혹은 파괴하려고 했다.
코피오르덴을 공격하기로 한 영국의 결정은 티르피츠가 전략적으로 중요한 소련으로 물자를 수송 업무를 맡은 호송선을 공격한다는 우려에서 비롯되었다. 또한 티르피츠에 의한 위협을 없애는 것은 연합군이 티르피츠 공략을 위해 북해에 주둔시킨 주력함의 재배치를 가능해질 거라는 판단이 있었다. 영국의 본토 함대는 4개월간의 훈련과 준비 후에 1944년 3월 30일에 출항했고, 항공모함 5척에서 발진한 함재기는 4월 3일에 코피오르덴을 공격했다. 영국 항공기는 별 저항없이 공습에 성공하여 전과를 거뒀다. 폭탄 15발이 티르피츠를 강타했고, 전투기의 기총소사는 독일군 승조원에게 큰 인명 피해를 입혔다. 한편 영국 함재기 4대와 항공병 9명이 작전 중 실종되었다.
영국군의 공격은 티르피츠를 침몰시키거나 무력화하는데에는 실패했지만 선루와 비무장 구역에 상당한 피해를 입혔으며, 티르피츠 승무원 122명이 전사하고 316명이 부상당했다. 독일 전쟁해군은 티르피츠를 수리하기로 결정했고, 7월 중순에 수리 작업을 완료했다.영국은 1944년 4월~8월에 티르피츠에 대한 추가 급습을 실행하여 티르피츠의 운용을 막으려 했으나 실패하였다. 이후 티르피츠는 1944년 말 영국 공군 중폭격기에 의해 격침되었다.